# Adolf Ax
Adolf Ax (Moeskroen, 23 juni 1906 – Wiesbaden, 6 februari 1983) was een Duitse officier en SS-Oberführer tijdens de Tweede Wereldoorlog. Hij voerde vooral commando over eenheden op bataljonsniveau. 

## Leven
Op 23 juni 1906 werd Adolf Ax in Moeskroen geboren. Hij was de zoon van een textielarbeider. Ax ging naar een Duitse school in Brussel, waarna hij naar het atheneum in Wiesbaden ging. Hierna ging Ax rechten studeren in Freiburg en Wenen. Na zijn studie ging hij in Wiesbaden werken als vrijwilliger in een bedrijf waar brandstof werd verkocht.

### Interbellum
Op 29 oktober 1930 werd Ax lid van de Schutzstaffel (SS). Hij werd als SS-Anwärter in de 1. Sturm van de 2.SS-Standarte geplaatst. In december van hetzelfde jaar werd Ax ook lid van de Nationaalsocialistische Duitse Arbeiderspartij. Op 1 februari 1931 werd hij bevorderd tot SS-Mann. Een paar maanden later werd hij bevorderd tot SS-Truppführer (sergeant). Ax werd tot officier opgeleid, en werd op 27 januari 1932 ingesteld als SS-Sturmführer (tweede luitenant). Hij werd meteen benoemd tot commandant van zijn Sturm. Tijdens zijn commando werd Ax bevorderd tot SS-Obersturmführer (eerste luitenant). Tot 17 mei 1935 was hij officier z.b.V. (Zur besonderen Verwendung) (vertaling: voor speciaal gebruik) in het SS-Abschnitt XI. Ax volgde een leergang aan de Höhere Polizeischule Potsdam-Eiche, Reichs-Führerschule en het SS-Abschnitts-XI-Führer-Schule. 
In februari 1935 werd hij overgeplaatst naar de SS-Verfügungstruppe, en volgde verschillende militaire trainingen bij de SS-Verfügungstruppe. Op 17 mei 1935 werd hij ingezet als Zugführer (pelotonscommandant) van de 6. Sturm in de 2.SS-Standarte, die later als de SS-Standarte "Germania" werd gebruikt. Ax werd op 1 juli 1936 overgeplaatst naar het door SS-Sturmbannführer Ernst Deutsch geleid SS-Bataillon "N". In deze ceremoniële eenheid leidde hij de 2.Sturm, dit deed hij tot 10 juni 1939. Op 9 november 1936 werd Ax bevorderd tot SS-Hauptsturmführer (kapitein). In augustus 1937 werd Ax door de regimentscommandant van het regiment "Deutschland" Felix Steiner geëvalueerd: "overvloedige energie, brede kennis van militaire zaken en intelligentie in een evaluatie van Axe". Hierna volgde zijn benoeming tot commandant van de 2e compagnie van de Panzerjäger Abteilung  (vrije vertaling: Tankjager Afdeling) in de SS-Verfügungstruppe. Deze eenheid werd eind augustus 1939 ontbonden.

### Tweede Wereldoorlog
Op 20 oktober 1939 trouwde Ax. Na zijn huwelijk werd hij benoemd tot de commandant van het nieuw geformeerde SS-Panzerjäger Abteilung SS-VT Div (mot), en diende als commandant tot december 1940. Op 25 mei 1940 werd Ax bevorderd tot SS-Sturmbannführer (majoor). Hij volgde verschillende opleidingen aan de Panzertruppenschule in Wünsdorf, en aan de Panzerabwehrschule bij de Panzerschule Putlos en een bataljonscommandanten-leergang bij de 29e Infanteriedivisie (gemotoriseerd). Voor de Slag om Frankrijk werd Ax bij de IIIe Sturmbann van het 11. SS-Totenkopfstandarte geplaatst; deze eenheid werd eind oktober 1941 ontbonden. In december 1941 werd Ax ziek door problemen met zijn sinus, en werd gehospitaliseerd in een SS-Lazaret in Berlijn. Op 11 maart 1942 werd hij ontslagen uit het ziekenhuis, maar hij was nog niet voldoende aangesterkt. Daarna nam hij het commando over de SS-Panzerjäger Ausbildungs en Ersatz Abteilung in Hilversum op zich. 
In april 1942 volgde hij nog een bataljonscommandanten-leergang in Amsterdam. Op 18 juli 1942 werd Ax als (Ia) 1. Generalstabsoffizier  (vrije vertaling: 1e Generale Stafofficier) van de Bevelhebber van de Waffen-SS in Nederland SS-Gruppenführer en Generalleutnant in de Waffen-SS Karl Demelhuber ingezet. Als Ia werd hij op 9 november 1942 bevorderd tot SS-Obersturmbannführer. Hierna volgde nog een bevordering tot SS-Standartenführer (kolonel). Op 9 november 1943 werd Ax benoemd tot stafchef van Demelhuber. Demelhuber evalueerde hem als een: "excellente stafofficier en gaf een aanbeveling voor zijn bevordering tot SS-Oberführer", welke gehonoreerd werd met ingang vanaf 21 december 1944. Demelhuber nam het commando over de Führungstab "Ostkuste" op zich, en Ax werd zijn stafchef in Mecklenburg. 
Op 15 januari 1945 werd hij als stafchef toegewezen aan het nieuw opgerichte XVI SS Korps. Ax werd tijdens zijn dienst als stafchef in het XVI SS Korps, overgeplaatst als tijdelijk vervanger van de commandant van het 15. Waffen-Grenadier-Division der SS (lettische Nr. 1), dit vanwege de in krijgsgevangenschap geraakte commandant Herbert von Obwürzer. Op 17 februari 1945 werd Ax benoemd tot commandant van het 32. SS-Freiwilligen-Grenadier-Division 30. Januar, deze functie vervulde hij tot het einde van de oorlog. Op 9 mei 1945 werd Ax onderscheiden met het Ridderkruis van het IJzeren Kruis. Daarna werd hij voor Höhere Truppenführer leergang naar Bad Wiessee gestuurd toen de oorlog eindigde.

## Na de oorlog
Over het verdere verloop van zijn leven is niets bekend. Op 23 september 1963 overleed hij in Wiesbaden.

## Ridderkruis van het IJzeren Kruis
Als lid van de Ordensgemeinschaft der Ritterkreuzträger des Eisernen Kreuzes e.V. (OdR) (vrije vertaling: Vereniging van Ridderkruisdragers) werd de Ax-zaak in 1981 door de Ordecommissie behandeld en geclassificeerd als "RK verliehen" (vrije vertaling: "RK toegekend"). Volgens de criteria en bewijzen die vandaag bekend zijn, is het echter de vraag of Adolf Ax kan worden geclassificeerd als houder van het Ridderkruis van het IJzeren Kruis.
Historicus Veit Scherzer uit zijn twijfels over de juistheid van de presentatie van het Ridderkruis van het IJzeren Kruis aan Ax. Het traditionele VV (Verleihungsvorschlag) van de troepen geeft geen informatie over de verwerking of voordracht. Interessant genoeg bestaat er ook geen datum van ontvangst. De ontvangst op 28 mei 1945 wordt alleen op de indexkaart vermeld. Er is wel een HPA-VV met het nummer 5092 gemaakt. Volgens de aantekening in het boek "Verliehene Ritterkeuze" zou de aanvraag van de Heerespersonalamt (HPA) zijn doorgegeven op 25 april 1945 (?). Een verlening van de onderscheiding kan niet meer vastgesteld worden.
Volgens nieuw onderzoek door Scherzer geeft aan dat de onderscheiding ongeldig was, aangezien deze plaatsvond na de Duitse capitulatie op 8 mei 1945.

## Carrière
Ax bekleedde verschillende rangen in zowel de Allgemeine-SS als Waffen-SS. De volgende tabel laat zien dat de bevorderingen niet synchroon liepen.
| Datum             | Allgemeine-SS       | Waffen-SS                                 |
| ----------------- | ------------------- | ----------------------------------------- |
| 29 oktober 1930:  | SS-Anwärter         | —                                         |
| 1 februari 1931:  | SS-Mann             | —                                         |
| 20 november 1931: | SS-Truppführer      | —                                         |
| 27 januari 1932:  | SS-Sturmführer      | —                                         |
| 9 november 1933:  | SS-Obersturmführer  | —                                         |
| 9 november 1936:  | SS-Hauptsturmführer | —                                         |
| 25 mei 1940:      | —                   | SS-Sturmbannführer der Reserve (W-SS)     |
| 9 november 1942:  | —                   | SS-Obersturmbannführer der Reserve (W-SS) |
| 9 november 1943:  | —                   | SS-Standartenführer der Waffen-SS         |
| 21 december 1944: | —                   | SS-Oberführer der Reserve (W-SS)          |

## Lidmaatschapsnummers
- NSDAP-nr.: 378 043 (lid geworden 1 december 1930[3])
- SS-nr.: 3 848 (lid geworden 29 januari 1930[3])

## Onderscheidingen
Selectie:
- Ridderkruis van het IJzeren Kruis op 9 mei 1945 als SS-Oberführer, Chef des Generalstabes Führungsstab „Ostküste“ en Commandant van de 15. Waffen-Grenadier-Division der SS (lettische Nr. 1)/XVIII. Gebirgs-Korps/2. Armee/Heeresgruppe Weichsel[18][5][12][6]
- IJzeren Kruis 1939, 1e Klasse[16][3][18] (24 juni 1940[12][5]) en 2e Klasse[3][18] (27 mei 1940[5][12])
- Kruis voor Oorlogsverdienste, 1e Klasse[18] (30 januari 1944[5][6]) en 2e Klasse (1942[5][6]) met Zwaarden
- Rijksinsigne voor Sport[12] in brons[5][15]
- Sportinsigne van de SA[12] in brons[5][15]
- Ehrendegen des Reichsführers-SS[12][15][16]
- SS-Ehrenring[12][15][16]
- Ehrenwinkel der Alten Kämpfer[14]